# Lesath
Lesath (upsilon Scorpii) is type B subreus in het sterrenbeeld Schorpioen (Scorpius). De naam is een verbastering van het van origine Griekse woord voor "mistig" en betekent nu "Gifstekel van de Schorpioen".